# ガブリエル・ロベルト
ガブリエル・ロベルト（Gabriele Roberto、1972年12月2日 - ）は、イタリアの作曲家、編曲家。映画音楽、CM音楽などを中心に活動し、日本での活動も多い。イタリア・ピエモンテ州クネオ出身で、現在もイタリア在住。日本での活動はグランドファンクに所属。

## 来歴
イタリアで作曲を学んだのち、イギリスの王立音楽院作曲科にて学位を取得し、在学中のコンペティションで優勝を果たしている。
卒業後、色々な国のプロダクションにデモデープを送り、ファンである菅野よう子が所属する音楽制作会社グランドファンクにもデモテープを送った。そのテープは数年間放置されていたが、映画『嫌われ松子の一生』の音楽担当が難航していた際、たまたま音楽プロデューサーの耳に触れ、日本では無名のロベルトが抜擢されることになった。渋谷毅との連名で『嫌われ松子の一生』の音楽を制作し、2007年に第30回日本アカデミー賞最優秀音楽賞を受賞した。
以後も日本の映画、ドラマ、CMなどの音楽制作を行っている。

## 作品

### 映画音楽
- 嫌われ松子の一生（2006年、日本） - 渋谷毅と共同
- 出エジプト記（2007年、香港）
- パコと魔法の絵本（2008年、日本）
- BECK（2010年、日本）
- ドリーム・ホーム（2010年、香港）
- 気楽な人生（2011年、イタリア）
- 劇場版 SPEC〜天〜（2012年、日本） - 渋谷慶一郎と共同
- 脳男（2013年、日本） - 今堀恒雄、subleと共同
- 劇場版 SPEC〜結〜 漸ノ篇/爻ノ篇（2013年、日本） - 渋谷慶一郎と共同
- it:La prima volta (di mia figlia) （2015年、イタリア）
- イニシエーション・ラブ（2015年、日本）
- 私と彼女（イタリア語版）（2015年、イタリア）[3]
- 真田十勇士（2016年、日本）
- アンドレア・ボチェッリ 奇跡のテノール（2017年、イタリア）
- ジュリアンシュナベル：プライベートポートレート（2017年、イタリア）
- Tell it like a Woman（2022年、イタリア）
- 夏目アラタの結婚（2024你、日本） - A-bee、ノグチリョウと共同

### ゲーム音楽
- 蒼焔の艦隊（2017年、日本） - 2018年6月配信版より第二部音楽を担当。以前の第一部音楽は佐橋俊彦が担当。

### テレビドラマ
- SPEC〜警視庁公安部公安第五課 未詳事件特別対策係事件簿〜シリーズ（TBS） - 渋谷慶一郎と共同
  - SPEC〜警視庁公安部公安第五課 未詳事件特別対策係事件簿〜（2010年）
  - SPEC〜翔〜（2012年）
  - SPEC〜零〜（2013年）
- ナオミとカナコ（2016年、フジテレビ）
- La Compagnia del Cigno - Seasons 1 & 2 (2019-2021年、イタリア)

### 舞台
- 真田十勇士（2014年）

### テレビアニメ
- ZETMAN（2012年） - subleほかと共同

### オーケストラ
- トランペット協奏曲“Tokyo Suite”（2015年）[4]

## 受賞歴
- 第30回日本アカデミー賞最優秀音楽賞2007年） - 『嫌われ松子の一生』渋谷毅と共に[5]
- 第32回日本アカデミー賞優秀音楽賞（2009年） - 『パコと魔法の絵本』[6]

## テレビ出演
- YOUは何しに日本へ?（2013年12月9日、テレビ東京）